# Emilie Snethlage
Maria Emilie Snethlage (Gransee, 13 aprile 1868 – Porto Velho, 25 novembre 1929) è stata un'ornitologa tedesca, attiva in Brasile.
Dopo essersi laureata con un dottorato in Filosofia Naturale, ottenne un posto come assistente al Museum für Naturkunde di Berlino: nel 1905 partì per il Brasile, dove incontrò Emil Goeldi, il quale le offrì un posto al locale museo di storia naturale di Belém.
Fra il 1914 ed il 1922, fu la direttrice del Museu Paraense Emilio Goeldi.
In suo onore sono state nominate una specie di uistitì (Callithrix emiliae) ed una specie di conuro (Pyrrhura snethlageae).

## Opere
Durante la sua vita, Emilie fu una grande appassionata di ornitologia: pubblicò numerosissime opere, parzialmente riportate di seguito in ordine cronologico;
- 1906
  - Ueber brasiliannische Voegeln. Orn. Monatsberichte, l4:9.
  - Einige Bemerkunger ueber Ypocnemis vidua Hellm. und Phlogopsis paraensis Hellm. Orn. Monatsberichte, l4:9-3l.
  - Ein neuer Zwergspecht. Orn. Monatsberichte, 14:59-60.
  - Ueber unteramazonische Voegel. Jour. f. Orn., 1906:407-4ll, 519-527; 1907:283-299.
- 1907
  - Neue Vogelarten aus Südamerika. Orn. Monatsber., l5:l60- l64, 193-196.
- 1908
  - Eine Vogelsammlung vom Purus, Brasilien. Journ. f. Orn., 1908:7-24.
  - Ornitologisches von Tapajoz und Tocantins. Journ. f. Orn., 1908:493-539.
  - Sobre uma collecção de aves do Rio Purus. Bol. Museu Goeldi, 5:43-78.
  - Novas espécies de aves amazônicas das collecções do Museu Goeldi. Bol. Museu Goeldi, 5:437-448.
  - Novas espécies de peixes amazônicos das collecções do Museu Goeldi. Bol. Museu Goeldi, 5:449-455.
  - Bibliographia zoologica. Bol. Museu Goeldi, 5:463-47l.
- 1909
  - Sobre a distribuição da avifauna campestre na Amazônia. Bol. Museu Goeldi, 6:226-235.
  - Berichtigung. Orn. Monatsberichte, l8:192.
- 1910
  - Zur Ethnographie der Chipaya und Curuahé. Zeitschr. f. Ethn., : 6l2-637.
  - Neue Vogelarten aus Amazonien. Orn. Monatsberichte, 20:l53- 155.
- 1912
  - A travessia entre o Xingu e o Tapajoz. Bol. Museu Goeldi, 7:49-92.
  - Vocabulario comparativo dos Indios Chipayas e Curuahé. Bol. Museu Goeldi, 12:93-99.
- 1913
  - A travessia entre o Xingú e o Tapajoz . Pará, Brazil: E. Lohse & Cia.
  - Ueber die Verbreitung der Vogelarten in Unteramazonien. Journ. f. Orn.,   :469-539.
- 1914
  - Neue Vogelarten aus Amazonien. Orn. Monatsberichte, 22:39-44.
  - Catálogo das Aves Amazônicas. Boletim do Museu Paraense Emílio Goeldi de Historia Natural e Etnografia, 8: 1-530.
- 1917
  - Nature and Man in Eastern Pará, Brazil. The Geographical Review (New York), 4: 4l-50.
- 1920
  - Die Indianerstaemme am mittleren Xingu. Zeitschr. f. Ethnol.,   :395-427.
- 1923
  - Oribatídeos Brasileiros (Uebersetzung der Arbeit, von Dr. Max  Sellnick). Archivos Mus. Nacional, 24:283-300.
- 1924
  - Neue Vogelarten aus Nordbrasilien. Journ. f. Orn., 446-450.
- Informações sobre a avifauna do Maranhão, Bol. Mus. Nacional, 1: 219-223.
- Novas especies de aves do NE do Brasil. Bol. Mus. Nacional,  :407-4l2.
- 1925
  - Neue Vogelarten aus Nordbrasilien. Journ. f. Ornith., 73:264-274.
  - Die Flússe Iriri und Curuá im Gebiete des Xingu. Zeitschr. der Ges. f. Erdk. zu Berlin, : 328-354.
  - Resumo de trabalhos executados na Europa de 1924-1925. Bol. Mus. Nacional, 2 (6): 35-70.
- 1926
  - Uma nova espécie de Dendrocolaptídeo no interior do Brasil. Bol. Mus. Nacional, 3(3): 59-60.
- Algumas observações sobre pássaros raros e pouco conhecidos do Brasil, Bol. Mus. Nacional, 3(3): 6l-64.
- 1927
  - Bemerkungen ueber einige wenig bekannte Formicariiden aus Süd- und Mittelbrasilien. Journ. f. Orn., :37l-374.